# Conraua beccarii
Espèce
Synonymes
- Rana beccarii Boulenger, 1911
- Rana griaulei Angel, 1934

Statut de conservation UICN

 LC  : Préoccupation mineure
Conraua beccarii est une espèce d'amphibiens de la famille des Conrauidae.

## Répartition
Cette espèce se rencontre à l'ouest de la vallée du Grand Rift entre 800 et 2 500 m d'altitude :
- en Éthiopie ;
- en Érythrée.

## Étymologie
Cette espèce est nommée en l'honneur d'Odoardo Beccari.

## Publication originale
- Boulenger, 1911 : Description of a new frog discovered by Signor Nello Beccari in Erythraea. Annali del Museo Civico di Storia Naturale di Genova, sér. 3, vol. 5, p. 160 (texte intégral).